# Maoming
Maoming (茂名 ; pinyin : Màomíng) est une ville du sud-ouest de la province du Guangdong en Chine. On y parle le cantonais, plus particulièrement son dialecte de Maoming du groupe de Gaoyang. La ville est nommée après le philosophe Pan Maoming.

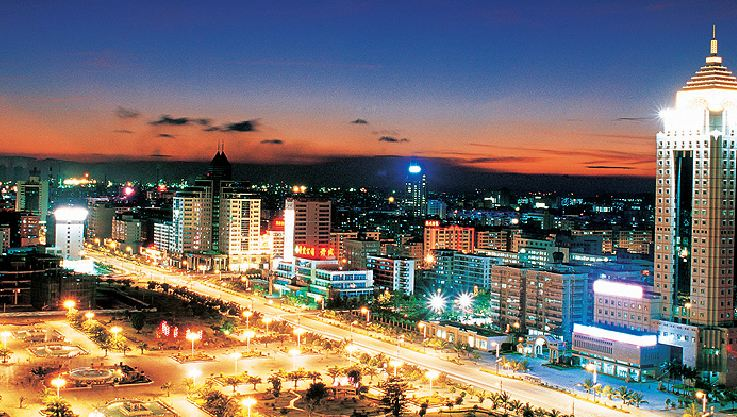
La vue nocturne de la ville de Maoming le soir, vers 2008.

## Subdivisions administratives
La ville-préfecture de Maoming exerce sa juridiction sur six subdivisions - deux districts, trois villes-districts et un xian :
|                                                                             | Nom    | Chinois simplifié | Pinyin | Superficie km2     | Population 2008 |
| --------------------------------------------------------------------------- | ------ | ----------------- | ------ | ------------------ | --------------- |
| District de Maogang                                                         | 茂港区 | Màogǎng Qū        | 372    | 460 000 (est.2007) |                 |
| District de Maonan                                                          | 茂南区 | Màonán Qū         | 507    | 750 000 (est.2007) |                 |
| Ville de Gaozhou                                                            | 高州市 | Gāozhōu Shì       | 3276   | 1 677 000          |                 |
| Ville de Huazhou                                                            | 化州市 | Huàzhōu Shì       | 2354   | 1 558 000          |                 |
| Ville de Xinyi                                                              | 信宜市 | Xìnyí Shì         | 3081   | 1 350 000          |                 |
| Xian de Dianbai                                                             | 电白县 | Diànbái Xiàn      | 1855   | 1 383 000          |                 |
| Source:Guangdong Statistical Yearbook 2009, sauf Maonan et Maogang, Geohive |        |                   |        |                    |                 |